# NINE
『NINE』（ナイン、原題: Nine）は、2009年のアメリカ映画。フェデリコ・フェリーニによる自伝的映画『8 1/2』をミュージカル化し、トニー賞を受賞した同名ブロードウェイ・ミュージカル(en)を映画化した作品である。
監督はロブ・マーシャル。マーシャルにとっては3作目の映画作品で、映画監督デビュー作でアカデミー作品賞を受賞した『シカゴ』に続くミュージカル映画となり、主要なスタッフも再結集している。主人公の映画監督グイドを演じるのはアカデミー賞を2度受賞した名優ダニエル・デイ＝ルイス。その他、主人公を取り巻く女性たちをマリオン・コティヤール、ペネロペ・クルス、ニコール・キッドマン、ケイト・ハドソン、ジュディ・デンチ、ソフィア・ローレンらアカデミー賞受賞経験（クルスは撮影後に受賞、ハドソンは候補のみ）のある豪華女優陣が出演する。また、グラミー賞受賞歌手のファーギーも女優として本格的に出演する。

## あらすじ
映画監督グイドは、新作「イタリア」の制作進行に行き詰まっていた。脚本もできないまま記者会見に臨まされた彼は追い詰められ、会見場から逃げ出してしまう。逃亡先は海沿いのホテル。そこに愛人カルラを呼び寄せ、苦しみを癒してもらおうとしたが、プロデューサーに見つかり、セットごとついてこられてしまい、逃亡先で撮影することになる。そこへ妻ルイザまでやってきてカルラと鉢合わせしてしまう。
記者のステファニー、女優のクラウディアなど、彼を取り巻き、愛を歌う女性に翻弄されるグイド。
そんな夫の猟色趣味と仕事一徹ぶりに愛想を尽かし、ルイザはグイドに別れを告げる。ルイザ無しに新しい映画製作など不可能だと思い知ったグイドは仲間に「イタリア」撮影の中止を告げ、映画界を去る。だが2年後、抜け殻のようになったグイドを、リリーは新作撮影へと誘う。

## 出演者
※括弧内は日本語吹替
- グイド・コンティニ - ダニエル・デイ＝ルイス（山路和弘）

スランプに陥った映画監督。
- ルイザ - マリオン・コティヤール（川庄美雪）

グイドの妻。
- カルラ - ペネロペ・クルス（花村さやか）

グイドの愛人。
- クラウディア - ニコール・キッドマン（甲斐田裕子）

女優。グイドのミューズ。
- ステファニー - ケイト・ハドソン（野浜たまこ）

ファッション記者。映画のオリジナルキャラクター。
- サラギーナ - ファーギー（野浜たまこ）

砂浜の娼婦。
- リリー - ジュディ・デンチ（此島愛子）

衣装デザイナー。
- マンマ - ソフィア・ローレン（此島愛子）

グイドの母親。

## 製作
2007年に製作が発表された。撮影は2008年10月10日にロンドンでクランクインし、2009年1月30日にクランクアップした。
当初は2008年3月にクランクインが予定されていたが、WGAストライキにより、製作は一時延期された。マイケル・トルキンによる最初の脚本をアンソニー・ミンゲラがリライトするはずだったが、ストライキによりリライト作業が出来ない状態になったためである。その後、リライトの途中でミンゲラは亡くなり、遺稿となった。
グイド役はハビエル・バルデムが演じる予定だったが、2008年5月より1年間の休業に入るため降板した。前述のストライキによる製作延期も影響しており、当初の予定通りクランクインしていれば、撮影に入るはずであった。デイ＝ルイスとハビエルはこの年の第80回アカデミー賞で共に受賞しており、助演男優賞受賞者から主演男優賞受賞者へとキャスティングが変更されたことになる。
また、クラウディア役はロブ・マーシャルのミュージカル映画の前作『シカゴ』に出演し、アカデミー賞を手にしたキャサリン・ゼタ＝ジョーンズがマーシャルと再タッグを組み出演する予定だったが、役どころの小ささが気に入らず降板している。同じく『シカゴ』に出演したレネー・ゼルウィガーもカルラ役に最初に名前があがっていた。ゼタ＝ジョーンズの代役として出演が決まったニコール・キッドマンは自身が主演した大ヒット作『ムーラン・ルージュ』以来のミュージカル映画出演、また第一子を2008年7月に出産してから最初の映画出演となった。
ケイト・ハドソンは、映画オリジナルのキャラクターであるファッション雑誌『ヴォーグ』の記者ステファニー役として出演した。彼女のシーンのために、オリジナル舞台で作詞・作曲を担当したモーリー・イェストンが新たに劇中曲を書き下ろしている。また、他のキャラクターのシーンでも書き下ろし曲があり、全部で3曲が追加されている。
イタリアの大女優ソフィア・ローレンは、オリジナル舞台の元となった映画『8 1/2』でグイド役を演じたマルチェロ・マストロヤンニと数々の名作映画で共演しており、そのローレンが今回グイドの母親役として出演する。
最初の予告編は2009年5月14日に公開された。サラギーナ役のファーガソンが歌う"Be Italian"が使われている。

## サウンドトラック
| #   | 曲名                                                               | 歌手                     | 役名               | 時間 |
| --- | ------------------------------------------------------------------ | ------------------------ | ------------------ | ---- |
| 1.  | オーバーチュア・デル・ドンネ Overture Delle Donne                  | 女性キャストアンサンブル |                    | 4:07 |
| 2.  | グイドズ・ソング Guido's Song                                      | ダニエル・デイ＝ルイス   | グイド・コンティニ | 3:41 |
| 3.  | ア・コール・フロム・ザ・バチカン A Call from the Vatican           | ペネロペ・クルス         | カルラ             | 3:40 |
| 4.  | フォリー・ベルジェール Folies Bergères                             | ジュディ・デンチ         | リリー             | 4:42 |
| 5.  | ビー・イタリアン Be Italian                                        | ファーギー               | サラギーナ         | 4:12 |
| 6.  | マイ・ハズバンド・メイクス・ムービーズ My Husband Makes Movies     | マリオン・コティヤール   | ルイザ             | 4:48 |
| 7.  | シネマ・イタリアーノ Cinema Italiano                               | ケイト・ハドソン         | ステファニー       | 3:13 |
| 8.  | グアルダ・ラ・ルーナ Guarda la Luna                                | ソフィア・ローレン       |                    | 3:10 |
| 9.  | アンユージュアル・ウェイ Unusual Way                               | ニコール・キッドマン     | クラウディア       | 3:26 |
| 10. | テイク・イット・オール Take It All                                 | マリオン・コティヤール   | ルイザ             | 3:03 |
| 11. | アイ・キャント・メイク・ディス・ムーヴィー I Can't Make This Movie | ダニエル・デイ＝ルイス   | グイド・コンティニ | 2:11 |
| 12. | フィナーレ Finale                                                  | オーケストラ             |                    | 3:35 |

### ボーナス・トラック
| #   | 曲名                                                                                   | 歌手                          | 時間 |
| --- | -------------------------------------------------------------------------------------- | ----------------------------- | ---- |
| 13. | クアンド・クアンド・クアンド Quando Quando Quando                                      | ファーギー ウィル・アイ・アム | 3:15 |
| 14. | あなたも私もキスをする Io Bacio... Tu Baci                                             | ノイゼッツ                    | 3:24 |
| 15. | シネマ・イタリアーノ (ロン・フェアー・リミックス) Cinema Italiano (The Ron Fair Remix) | ケイト・ハドソン              | 3:25 |
| 16. | アンユージュアル・ウェイ Unusual Way                                                   | グリフィス・フランク          | 3:42 |
| 17. | Cinema Italiano (The Ron Fair Remix Club Version) [アマゾンmp3ストアのみ]              | ケイト・ハドソン              | 3:26 |
| 18. | Be Italian (Club Version) [iTunesストアのみ]                                           | ファーギー                    | 2:48 |